# 普田学院宫

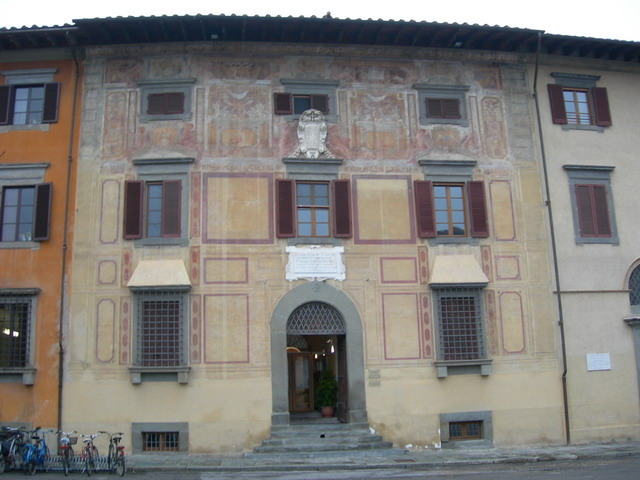
普田学院宫

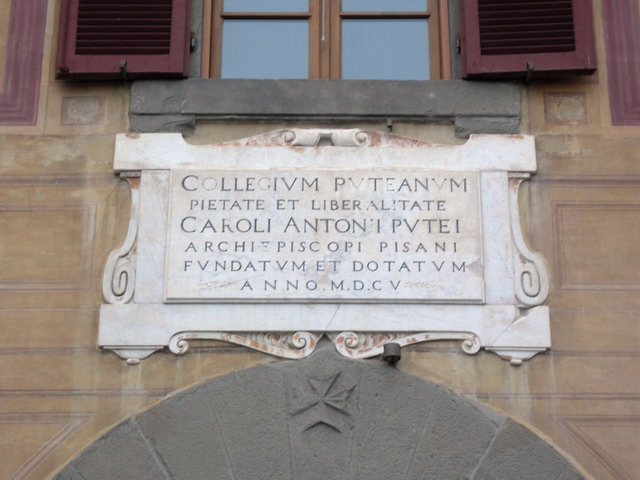

普田学院宫 (Palazzo del Collegio Puteano)是意大利比萨的一座历史建筑，占据了骑士广场的整个西侧，科西嘉街旁。
普田学院宫靠近圣洛克教堂，目前的形式建于1549年和1598年之间。
1605年，总主教卡罗安东尼奥·德尔·波佐将它永租给圣斯德望骑士团,接待来自皮埃蒙特的学生。
在1608年和1609年之间，立面装饰了乔瓦尼·斯蒂法诺 Marucelli的壁画 。骑士团被取缔后，学院于1925年关闭，但它在1930年再次开放，成为比萨高等师范学校的大学生之家。1969年，该建筑进行了大规模的修复，目前属于师范学校，用作数学研究中心和宾馆。